# Błyszczki

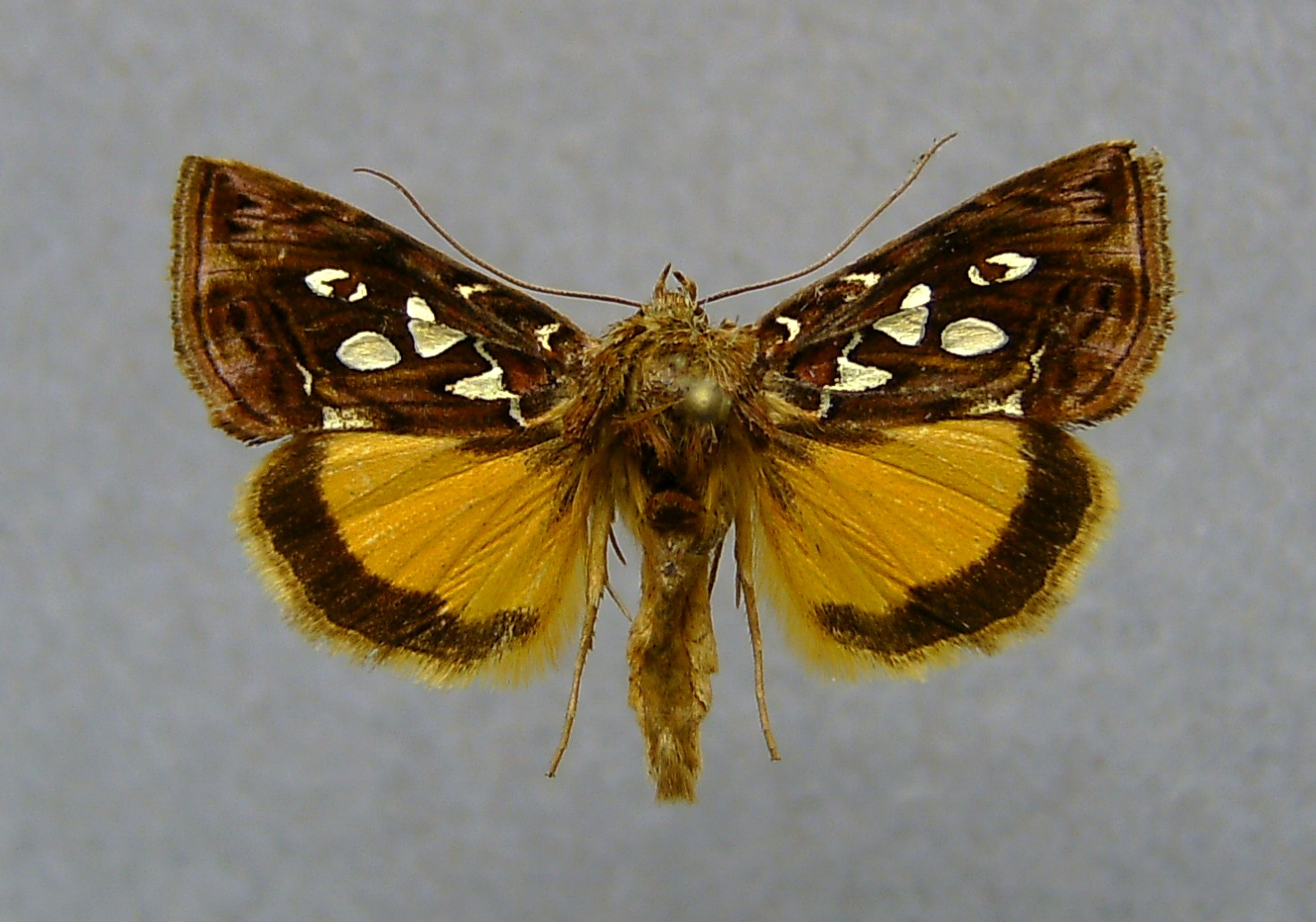
Panchrysia dives

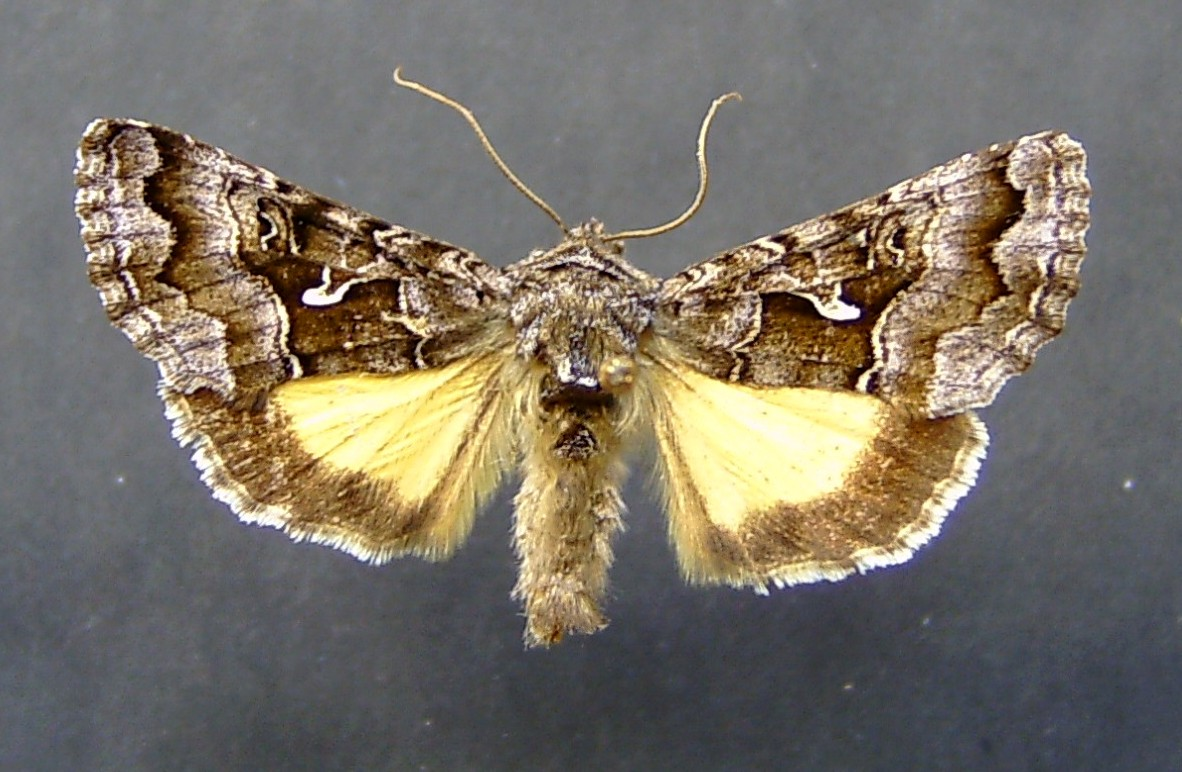
Syngrapha ain

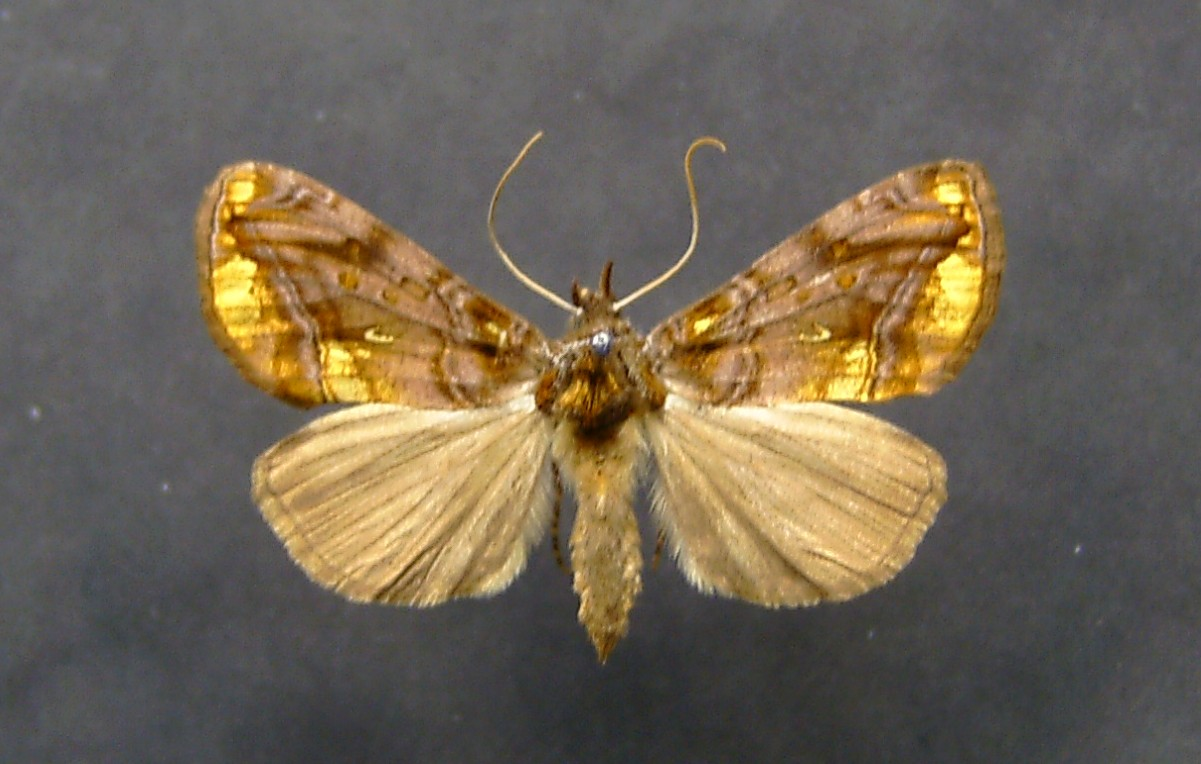
Lamprotes c-aureum

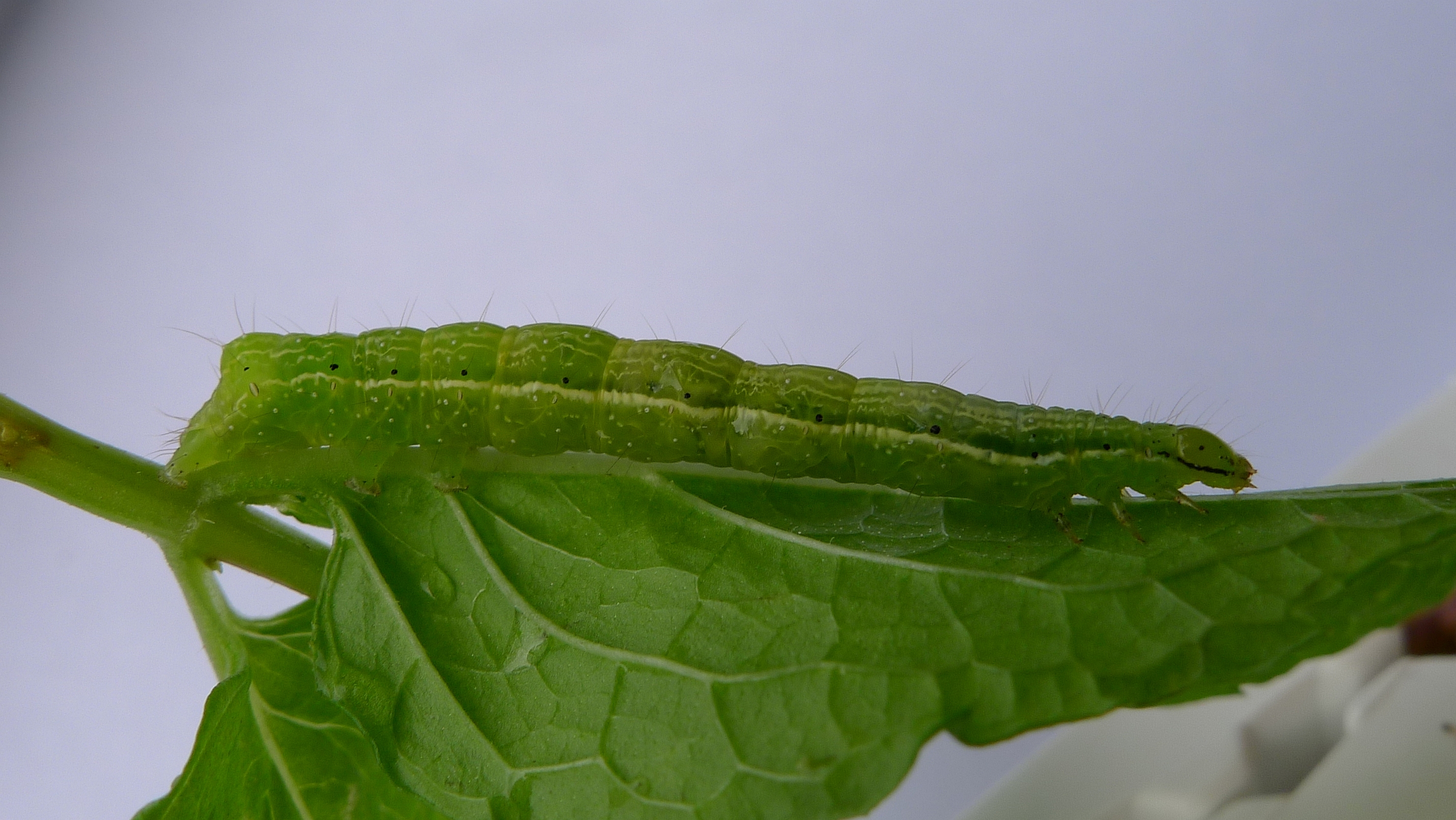
Gąsienica Chrysodeixis argentifera

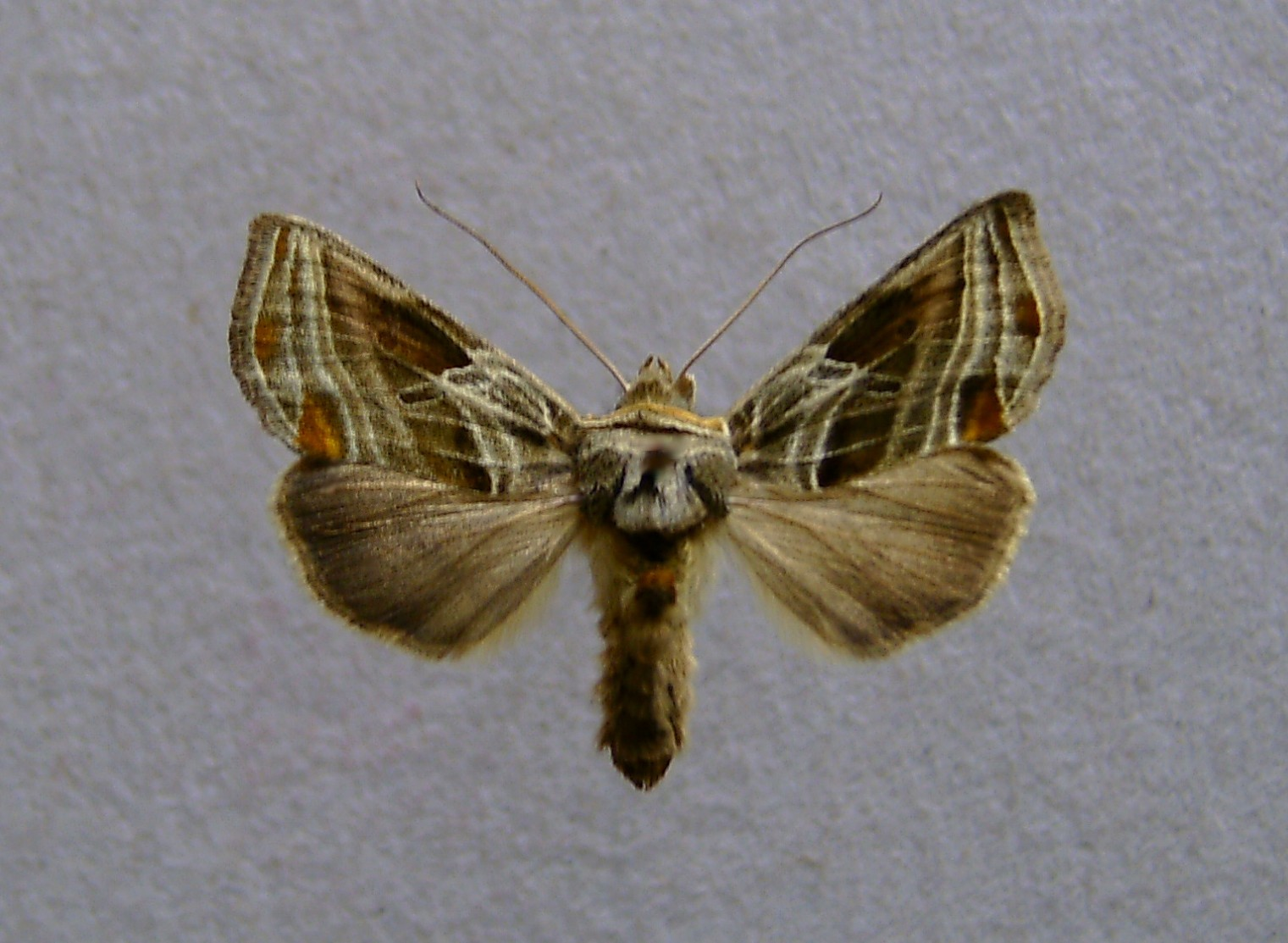
Euchalcia modestoides

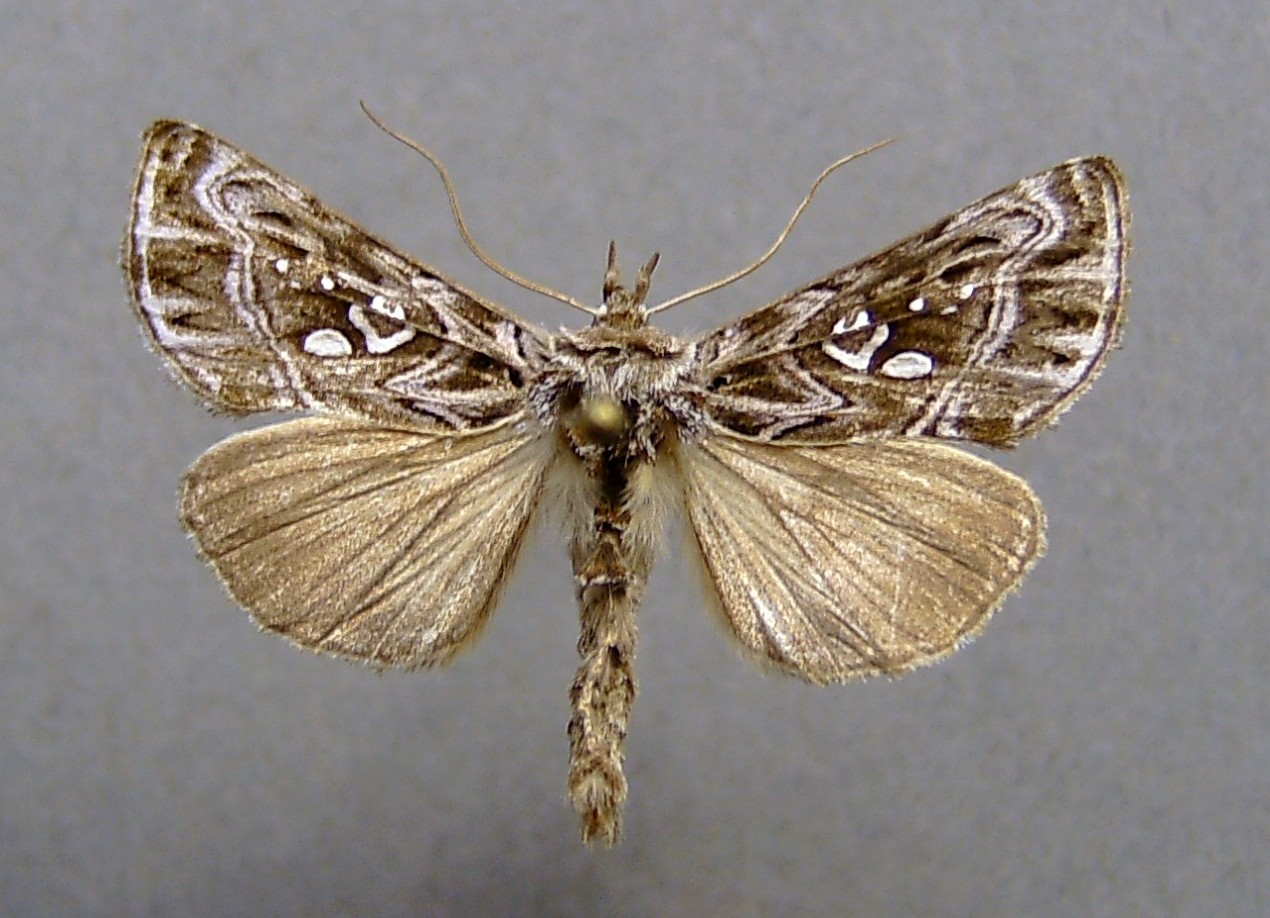
Panchrysia ornata

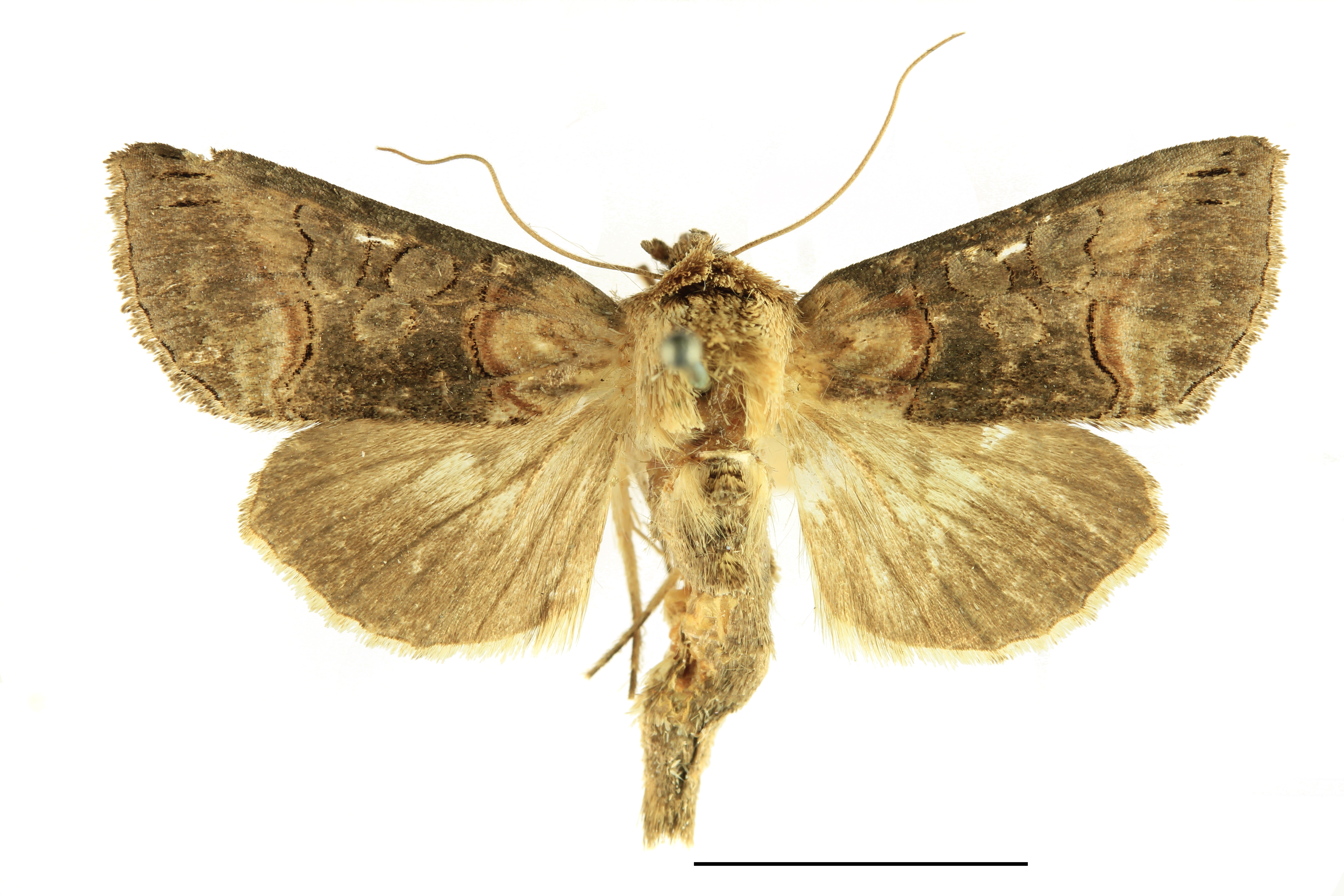
Abrostola triplasia

Błyszczki (Plusiinae) – podrodzina motyli z rodziny sówkowatych. Rozsiedlona kosmopolitycznie. Dorosłe często mają na przednich skrzydłach metaliczne plamy. Aktywne głównie nocą. 

## Opis
Motyle z tej podrodziny, z wyjątkiem Abrostolini, są dość jednolite pod względem ogólnego wyglądu i morfologii. Osiągają między 15 a 60 mm rozpiętości skrzydeł i zwykle mają tęgo zbudowane ciała. Głowę mają porośniętą włosowatymi łuskami, wyposażoną w szczeciniaste czułki, nagie, otoczone rzęskami oczy, wygięte ku górze głaszczki wargowe i dobrze wykształconą ssawkę. Przednie skrzydła z komórką radialną i dobrze rozwiniętym rysunkiem, często z metalicznymi plamami. Większość gatunków ma pęczki sterczących łusek na zatułowiu i przedniej części odwłoka. Narząd tympanalny o głęboko położonej błonie bębenkowej i silnie rozdętej czwartej kieszonce tympanalnej. Za właściwym kapturkiem typanalnym występuje jeszcze drugi błoniasty kapturek. Narządy rozrodcze samców charakteryzuje m.in.: duży edeagus, zwykle z silnymi cierniami na wezyce, obecność klawus oraz cienki wyrostek sakulusa. U samic zwykle ścianę torebki kopulacyjnej inkrustują drobne, ziarenkowate skleryty.
Jaja charakteryzuje chorion o żeberkowatej rzeźbie. Gąsienice odznaczają się małą głową, rysunkiem złożonym z podłużnych pasków i małym, chropowatym sklerytem w podgębiu określanym mianem raduloidu. Z wyjątkiem Abrostolini mają tylko trzy pary całkowicie rozwiniętych posuwek, osadzone na piątym, szóstym i dziesiątym segmencie odwłoka.

## Biologia i występowanie
Błyszczki są rozprzestrzenione kosmopolitycznie i zasiedlają różne środowiska, od tropików po tundrę. W Polsce stwierdzono 27 gatunków (zobacz błyszczki Polski).
W przypadku hodowanych w laboratorium gatunków północnoamerykańskich czas od złożenia jaja do wyklucia wynosił 3 dni, od przepoczwarczenia do wyjścia imago około 8 dni, a całość rozwoju od jaja do imago średnio 30 dni. Gąsienice zwykle są polifagiczne. Przepoczwarczają się na roślinach żywicielskich, w ściółce lub na powierzchni gruntu. Dorosłe owady są dobrymi lotnikami i odżywiają się nektarem. Zwykle prowadzą nocny tryb życia, ale niektóre gatunki spotkać można aktywne również w dzień. Samice przywabiają samce feromonami. W ciągu życia samica składa zwykle 200–300 jaj, umieszczając je pojedynczo, z dala od siebie. Zimowanie następuje zwykle w stadium gąsienicy, ale u Abrostola zimują poczwarki.

## Systematyka
Należą tu 4 plemiona i 51 rodzajów:
- plemię: Omorphini Chou & Lu, 1979
  - Omorphina Alphéraky, 1892
- plemię: Abrostolini Eichlin & Cunningham, 1978
  - Abrostola Ochsenheimer, 1816
  - Mouralia Walker, 1858
- plemię: Argyrogrammatini Eichlin & Cunningham, 1978
  - Agrapha Hübner, 1821
  - Anadevidia Kostrowicki, 1961
  - Anaplusia Ronkay, 1987
  - Argyrogramma Hübner, 1823
  - Chrysodeixis Hübner, 1821
  - Ctenoplusia Dufay, 1970
  - Dactyloplusia Chou & Lu, 1979
  - Enigmogramma Lafontaine & Poole, 1991
  - Extremoplusia Ronkay, 1987
  - Kuelvarosiplusia Ronkay, Ronkay & Behounek, 2010
  - Loboplusia Roepke, 1941
  - Plusiopalpa Holland, 1894
  - Plusiotricha Holland, 1894
  - Scriptoplusia Ronkay, 1987
  - Stigmoctenoplusia Ronkay, Ronkay & Behounek, 2010
  - Stigmoplusia Dufay, 1970
  - Trichoplusia McDunnough, 1944
  - Thysanoplusia Ichinose, 1973
  - Vittaplusia Ronkay, Ronkay & Behounek, 2010
  - Zonoplusia Chou & Lu, 1979
- plemię: Plusiini Boisduval
  - podplemię: Autoplusiina Kitching, 1987
    - Allagrapha Franclemont, 1964
    - Antoculeora Ichinose, 1973
    - Autoplusia McDunnough, 1944
    - Diachrysia Hübner, 1821
    - Erythroplusia Ichinose, 1962
    - Macdunnoughia Kostrowicki, 1961
    - Notioplusia Lafontaine & Poole, 1991
    - Rachiplusia Hampson, 1913
    - Sclerogenia Ichinose, 1973

  - podplemię: Euchalciina Chou & Lu, 1979
    - Chlorochrysia Ronkay, Ronkay & Behounek, 2008
    - Chrysanympha Grote, 1896
    - Desertoplusia Klyuchko, 1984
    - Eosphoropteryx Dyar, 1902
    - Euchalcia Hübner, 1821
    - Lamprotes Reichenbach, 1817
    - Panchrysia Hübner, 1821
    - Platoplusia Ronkay, Ronkay & Behounek, 2008
    - Plusidia Butler, 1879
    - Polychrysia Hübner, 1821
    - Pseudeva Hampson, 1913

  - podplemię: Exyrina
    - Exyra Grote, 1875

  - podplemię: Plusiina Boisduval
    - Anagrapha McDunnough, 1944
    - Autographa Hübner, 1821
    - Cornutiplusia Kostrowicki, 1961
    - Lophoplusia Zimmermann, 1958 
    - Megalographa Lafontaine & Poole, 1991
    - Plusia Ochsenheimer, 1816
    - Syngrapha Hübner, 1821